# Veaugues
Veaugues település Franciaországban, Cher megyében. Lakosainak száma 605 fő (2022. január 1.). Veaugues Bué, Crézancy-en-Sancerre, Gardefort, Jalognes, Montigny, Neuvy-Deux-Clochers és Vinon községekkel határos.

## Népesség
A település népessége az elmúlt években az alábbi módon változott:
| Lakosok száma | 610  | 603  | 564  | 655  | 687  | 675  | 633  | 632  | 630  | 605  |
|               | 1968 | 1982 | 1990 | 2006 | 2013 | 2015 | 2017 | 2019 | 2020 | 2022 |